# Javieroppia cervus
Javieroppia cervus är en kvalsterart som beskrevs av Mínguez och Subías 1986. Javieroppia cervus ingår i släktet Javieroppia och familjen Oppiidae. Inga underarter finns listade i Catalogue of Life.